# Melcher Ekströmer (slottsfogde)
Nils Melcher Ekströmer, född 25 februari 1924 i Fågelfors, död 5 maj 2018 i Köpingsvik, Borgholms kommun, var en svensk företagsledare och senare slottsfogde vid svenska kungafamiljens sommarbostad Solliden på Öland.
Melcher Ekströmer var son till bruksdisponenten Throsten Ekströmer och dennes hustru Ingrid, född Bjerström. Han tog studenten 1944 på Solbacka läroverk och avlade 1950 ingeniörsexamen vid Högre Tekniska  Läroverket i Örebro. Efter en anställning i Belgien 1950 var han från 1941 verksam vid familjeföretaget Fogelfors bruk, som tillverkade monteringsfärdiga trähus. Han var verkställande direktör där från 1960 till 1975, då företaget såldes. Unden 1970–1976 var han förbundsordförande för Sveriges trähusfabrikanters riksförbund.
Från mitten av 1980-talet och 20 år framåt var han slottsfogde vid svenska kungafamiljens sommarbostad Solliden.
Melcher Ekströmer mottog 1996 Hans Majestät Konungens medalj i 8:e storleken med Serafimerordens band.